# Parides nephalion
Parides nephalion is een vlinder uit de familie van de pages (Papilionidae). De wetenschappelijke naam van de soort is voor het eerst geldig gepubliceerd in 1819 door Jean-Baptiste Godart. Dit taxon wordt ook wel beschouwd als een ondersoort van Parides anchises.